# Ало, ало!
Ало, 'ало! (енгл. 'Allo 'Allo!) је британска комедија ситуације (енгл. sitcom) која се приказивала на ТВ каналу Би Би Си 1 од 1982. до 1992. године и која је трајала 85 епизода. Њени аутори су Дејвид Крофт, који је такође компоновао чувену музичку тему серије, и Џереми Лојд, који је писао гегове за разне британске комедије међу којима је и серија „Да ли сте услужени“.
Сврха серије није била да исмева Други светски рат него да карикира ратне филмове и ТВ драме, и нарочито драму телевизије Би Би Си о Покрету отпора „Тајна војска“, која је трајала од 1977. до 1979, и бавила се догодовштинама чланова Покрета отпора утврђених у кафеу у Бриселу, но било је инспирације и из црно-белих британских мелодрама из четрдесетих година 20. века.

## Радња
Радња се одвија за време Другог светског рата, око човека званог Рене Артоа, власника малог кафеа у вароши Нувиону у Нормандији. Варош је окупирана од стране Немаца, који су покрали сва вредна уметничка дела у њој. Међу њима су први икада направљени сат са кукавицом и слика Посрнула Мадона (за оне који су је видели позната као Посрнула Мадона са великим сикама) од измишљеног Ван Кломпа. Командант града, пуковник фон Стром одлучује да их задржи за себе после рата и Ренеу даје слику да је сакрије у свом кафеу. Гестапо такође жели слику и шаље Отоа Флика да је нађе.
У исто време Ренеов кафе служи као скровиште двојици храбрих али приглупих оборених британских авијатичара. Рене је приморан да ради за Покрет отпора иначе ће бити убијен зато што служи Немце у свом кафеу. Планови Покрета отпора да врате авијатичаре у Енглеску, који увек оману, су један од главних гегова у серији.
Рене се такође труди да своје љубавне афере са Ивет, Маријом и Мими, својим конобарицама, крије од своје жене, Едит; у прилог томе женски одељак Комунистичког покрета отпора кује заверу против Ренеа јер служи Немце и ради за Де Голов Покрет отпора. Једини разлог због ког га нису убили је тај што је њихов вођа, Дениз Ларок, заљубљена у њега, што опет Рене мора да крије од своје жене и конобарица. Да ствар буде још гора, немачки поручник Грубер, за кога се чини да је хомосексуалац, флертује са Ренеом.
У међувремену, Ренеовој жени Едит се удвара господин Алфонс, богати и отмени сеоски погребник познат по слабом срцу, који се, поред тога што је заљубљен у Едит, диви Ренеу, који има репутацију јунака Покрета отпора.
Ови детаљи су неки од главних покретача заплета кроз серију, међу којима су класичне комедије ситуације, физичка комедија и визуелни штосови, лажни позоришни страни акценти и доста културолошких клишеа типичних, рецимо за серију Летећи циркус Монтија Пајтона. Свака епизода почиње оданде где је претходна стала, често захтевајући да се погледа и претходна епизода да би се заплет потпуно схватио. На почетку сваке епизоде (изузев прве две), Рене би подсећао публику на важне догађаје из претходних епизода обично почињући са Уколико се сећате....

## Преглед
Серија броји укупно 85 епизода.
| Сезоне | Сезоне | Епизоде | Оригинално емитовање | Оригинално емитовање |
| Сезоне | Сезоне | Епизоде | Почетак емитовања    | Крај емитовања       |
| ------ | ------ | ------- | -------------------- | -------------------- |
|        | Пилот  | 1       | 30. децембар 1982.   | 30. децембар 1982.   |
|        | 1      | 7       | 7. септембар 1984.   | 26. октобар 1984.    |
|        | 2      | 7       | 21. октобар 1985.    | 26. децембар 1985.   |
|        | 3      | 6       | 5. децембар 1986.    | 9. јануар 1987.      |
|        | 4      | 6       | 7. новембар 1987.    | 12. децембар 1987.   |
|        | 5      | 26      | 3. септембар 1988.   | 25. фебруар 1989.    |
|        | 6      | 8       | 2. септембар 1989.   | 21. октобар 1989.    |
|        | 7      | 10      | 5. јануар 1991.      | 16. март 1991.       |
|        | 8      | 8       | 24. септембар 1991.  | 1. март 1992.        |
|        | 9      | 6       | 9. новембар 1992.    | 14. децембар 1992.   |

## Улоге
*Појавили се само у једној епизоди као гости.
| Лик                                 | Националност | 1. сезона (1982–1984) | 2. сезона (1985) | 3. сезона (1986–1987) | 4. сезона (1987) | 5. сезона (1988–1989) | 6. сезона (1989) | 7. сезона (1991) | 8. сезона (1991—1992) | 9. сезона (1992) |
| ----------------------------------- | ------------ | --------------------- | ---------------- | --------------------- | ---------------- | --------------------- | ---------------- | ---------------- | --------------------- | ---------------- |
| Рене Артоа                          | Французи     | Горден Кеј            | Горден Кеј       | Горден Кеј            | Горден Кеј       | Горден Кеј            | Горден Кеј       | Горден Кеј       | Горден Кеј            | Горден Кеј       |
| Едит Мелба Артоа                    | Французи     | Кармен Силвера        | Кармен Силвера   | Кармен Силвера        | Кармен Силвера   | Кармен Силвера        | Кармен Силвера   | Кармен Силвера   | Кармен Силвера        | Кармен Силвера   |
| Ивет Карт-Бланш                     | Французи     | Вики Мишел            | Вики Мишел       | Вики Мишел            | Вики Мишел       | Вики Мишел            | Вики Мишел       | Вики Мишел       | Вики Мишел            | Вики Мишел       |
| Марија Рекамијер                    | Французи     | Франческа Гоншо       | Франческа Гоншо  | Франческа Гоншо       |                  |                       |                  |                  |                       |                  |
| Мими Лабонк                         | Французи     |                       |                  |                       | Су Хоџ           | Су Хоџ                | Су Хоџ           | Су Хоџ           | Су Хоџ                | Су Хоџ           |
| Мишел Дебоа                         | Французи     | Кирстен Кук           | Кирстен Кук      | Кирстен Кук           | Кирстен Кук      | Кирстен Кук           | Кирстен Кук      | Кирстен Кук      | Кирстен Кук           | Кирстен Кук      |
| Мисје Роже Леклер                   | Французи     | Џек Хајг              | Џек Хајг         | Џек Хајг              | Џек Хајг         | Џек Хајг              |                  |                  |                       |                  |
| Мисје Ернест Леклер                 | Французи     |                       |                  |                       |                  |                       | Дерек Ројл       | Робин Паркинсон  | Робин Паркинсон       | Робин Паркинсон  |
| Мисје Алфонс                        | Французи     | Кенет Конор           | Кенет Конор      | Кенет Конор           | Кенет Конор      | Кенет Конор           | Кенет Конор      | Кенет Конор      | Кенет Конор           | Кенет Конор      |
| Мадам Фани ла Фан                   | Французи     | Роуз Хил              | Роуз Хил         | Роуз Хил              | Роуз Хил         | Роуз Хил              | Роуз Хил         | Роуз Хил         | Роуз Хил              | Роуз Хил         |
| Мајор-Генерал Ерик фон Клинкерхофен | Немци        | Хилари Минстер        | Хилари Минстер   | Хилари Минстер        | Хилари Минстер   | Хилари Минстер        | Хилари Минстер   | Хилари Минстер   | Хилари Минстер        | Хилари Минстер   |
| Пуковник Курт фон Штром             | Немци        | Ричард Марнер         | Ричард Марнер    | Ричард Марнер         | Ричард Марнер    | Ричард Марнер         | Ричард Марнер    | Ричард Марнер    | Ричард Марнер         | Ричард Марнер    |
| Поручник Хуберт Грубер              | Немци        | Гај Сајнер            | Гај Сајнер       | Гај Сајнер            | Гај Сајнер       | Гај Сајнер            | Гај Сајнер       | Гај Сајнер       | Гај Сајнер            | Гај Сајнер       |
| Капетан Ханс Геринг                 | Немци        | Сем Кели              | Сем Кели         | Сем Кели              | Сем Кели         |                       |                  | Сем Кели*        |                       |                  |
| Хер Ото Флик                        | Немци        | Ричард Гибсон         | Ричард Гибсон    | Ричард Гибсон         | Ричард Гибсон    | Ричард Гибсон         | Ричард Гибсон    | Ричард Гибсон    | Ричард Гибсон         | Дејвид Џансон    |
| Хер Енгелберт фон Шмалхаузен        | Немци        |                       | Џон Луис Манси   | Џон Луис Манси        | Џон Луис Манси   | Џон Луис Манси        | Џон Луис Манси   | Џон Луис Манси   | Џон Луис Манси        | Џон Луис Манси   |
| Редов Хелга Герхарт                 | Немци        | Ким Хартман           | Ким Хартман      | Ким Хартман           | Ким Хартман      | Ким Хартман           | Ким Хартман      | Ким Хартман      | Ким Хартман           | Ким Хартман      |
| Капетан Алберто Берторели           | Италијани    |                       |                  |                       | Гевин Ричардс    | Гевин Ричардс         | Гевин Ричардс    | Роџер Китер      |                       |                  |
| Капетан Кребтри                     | Британци     |                       | Артур Бостром    | Артур Бостром         | Артур Бостром    | Артур Бостром         | Артур Бостром    | Артур Бостром    | Артур Бостром         | Артур Бостром    |
| Пилот Ферфакс                       | Британци     | Џон Ди Колинс         | Џон Ди Колинс    | Џон Ди Колинс         | Џон Ди Колинс    | Џон Ди Колинс         | Џон Ди Колинс    | Џон Ди Колинс    |                       | Џон Ди Колинс*   |
| Пилот Карстерс                      | Британци     | Николас Франкау       | Николас Франкау  | Николас Франкау       | Николас Франкау  | Николас Франкау       | Николас Франкау  | Николас Франкау  |                       | Николас Франкау* |

## Језици
Са четири различита језика (француски, немачки, италијански и енглески) којим говоре ликови, у серији они сви говоре енглески, али са акцентима који асоцирају на одређени језик.
Разговор између ликова који говоре француски, који се води на енглеском са француским акцентом, је потпуно неразумљив британским авијатичарима све док Мишел Дибоа из Покрета отпора не почне да говори енглески тј. стереотипни енглески на начин какав је некада причала виша класа, користећи типичне енглеске узречице као нпр. Тели хоу или Тудл лу. Енглески тајни агент Кребтри, прерушен у француског жандара, говори одвратно француски. Његово скрнављење француског је приказано извртањем енглеских речи, укључујући његов чувени поздрав - узречицу добар јутар; многа његова изобличења су алузије као нпр. гледаш своја пишла или кад се бумба распрдне. Занимљиво је то да иако говоре различитим језицима, Французи, Немци и Италијани се у серији савршено разумеју.

## Карактеристике
Иако су описани као једнодимензионални, већина ликова имају типичне узречице или карактеристике које су постале водећи штосови и начини препознавања, нпр:
- Рене

„Глупа женска главо!“: Сваки пут када Ренеа ухвати жена у загрљају друге жене, он ће јој се овако обратити. После тога следи компликовани изговор, у који Едит увек поверује (осим у једној епизоди када је Едит тражила од Ивет објашњење), након чега ће се Едит извинити; назив серије Ало, ало! је инспирисан начином на који се Рене јавља на радио или телефон.
- Едит

Потпуно очајно певање. Највероватније је са стране своје мајке.
- Марија

Склоност пљувања током разговора док изговара слово р.
- Мишел

„Слушајте веома пажљиво, ово ћу рећи само једном!“: њен стални увод у изложење плана или саопштавање чињеница. Једном јој је то Рене рекао и једном је рекао да ће слушати јер ће то чути само једном.
- Мадам Фани

„Трепћуће кугле!“: тајна комуникациона направа за разговор између Лондона и Покрета отпора (шифра Ноћни соко) је сакривена испод њеног кревета, и долазеће поруке имају сигнал у виду кугли на кревету које светле.
- Леклер

„То сам ја, Леклер“, уз дизање наочара или скидање лажних бркова, да би открио тајни идентитет; иако су његова прерушавања одмах уочљива.
- Г. Алфонс

Има трошну срчку; тј. болесно срце. Такође његов рекламни мото: „Г. Алфонс, погребник, хитро и са стилом.“
- Поручник Грубер

Стереотипан изглед хомосексуалца, и има мали тенкић, назван Хјуберт. Мада, без обзира на његово понашање, на крају се венчао са Хелгом и имају 6 деце.
- Капетан Ханс Геринг

„'Тлер!“; његов скраћени поздрав Фиреру (Ханс је у ствари лењ да изговара целу реченицу; но причало се (нетачно) да је глумац Сем Кели Јеврејин и да је одбијао да изговори целу реченицу).
- Капетан Алберто Берторели

Женскарош, одговара на Хајл Хитлер са Хајле Мусолини. Такође користи узречицу Каква грешка направиша кад год нешто пође наопако.
- Хелга

Склоност да скида одећу без неког великог разлога, откривајући увек необични еротски доњи веш, као и препознатљиво викање када најављује пуковнику посетиоце, упркос уобичајеном пријатном гласу.
- Хер Флик

Преувеличано храмање.
- Полицајац Кребтри

Британски агент прерушен у француског полицајца. Говори невероватно лош француски, препознатљив по узречици: „Добар јутар!“. Упркос његовом упадљивом говору, Немци никада нису посумњали у њега.
- Ивет

Када су сами, бацила би се у наручје Ренеу уз дубоко режање „Оооооооо, Рене!“.

## Турнеје
Као и сама ТВ серија такође су биле јако популарне турнеје по позориштима у којима је играла већина глумачке екипе. Представе су се играле од 1986. до 1992, укључујући поред лондонских и светске турнеје. У јануару 1990, Горден Кеј је доживео тешку саобраћајну несрећу због које је имао амнезију на одређено време. Док се опорављао, размишљао је о напуштању серије али се на наговор родбине, пријатеља и колега предомислио. Током опоравка, Гордена су мењали глумци Џон Ларсон и Макс Гилиес.

## Приказивање у Србији
У Србији серија је често репризирана, са титловима на српском језику. Премијерно је емитована средином осамдесетих на ТВ Београд, па касније и на телевизији Пинк од новембра 1999. до 10. марта 2000. године, а потом на ТВ Кошава, Б92, ТВ Авала, Пинк 2 и Пинк фемили. Серија се могла пратити и са титловима на хрватском језику, на Хрватској радио-телевизији и телевизији РТЛ, као и са титловима на бошњачком језику на Федералној, АТВ и ОБН.